# 피크민 4
《피크민 4》는 닌텐도 기획제작본부가 개발하고 닌텐도가 배급한 2023년 실시간 전략 게임이다. 《피크민》 시리즈의 네 번째 본편 게임으로 2023년 7월 21일 닌텐도 스위치 플랫폼으로 출시됐다.

## 개발 및 출시
《피크민 4》는 2022년 9월 13일자 닌텐도 다이렉트에서 미야모토 시게루가 공개했다.

## 참조

### 주해
1. ↑  영어: Pikmin 4, 일본어: ピクミン4